# Cyprus Turkish Airlines
Cyprus Turkish Airlines er et cypriotisk luftfartselskab for
Den Tyrkiske Republik Nordcypern og har hovedkontor i den tyrkiske del i Nicosia, Cypern. Cyprus Turkish Airlines er også det største flyselskab, som transporterer passagerer til Nordcypern.
De planlagte flyvninger er drevet fra Ercan i Nordcypern til adskillige byer i Tyrkiet, Storbritannien og Vest- og Nordeuropa. KTHY har base i Ercan (Tymbou) Airport nær Nicosia.
Flyselskabet er registreret som et tyrkisk selskab i Istanbul. Dag-til-dag flyvninger er drevet fra Ercan. Alle flyvninger til Europa skal lave et stop i Tyrkiet.

## Historie
Cyprus Turkish Airlines blev etablerert den 4. december 1974 med andele ligeligt fordelt mellem THY og Cash Development of the Consolidated Fund of the Assembly of the Turkish Cypriot Community (Konsolide Fonu Inkisaf Sandigi). Den første planlagte flyvning skete den 3. februar 1975.
I 2005 solgte den tyrkiske regering sine aktier til Ada Airlines.

## Flåde
Cyprus Turkish Airlines' flåde består af følgende fly (21. februar 2010): 
| Fly             | I Brug | Passagerer | Noter                      |
| --------------- | ------ | ---------- | -------------------------- |
| Airbus A320-232 | 1      |            | Drevet af Turkuaz Airlines |
| Airbus A321-211 | 1      | 209        |                            |
| Boeing 737-800  | 4      | 177        |                            |
| I alt           | 6      |            | Februar 2010               |

Cyperns Observatør har afsløret at KTHY (Cyprus Turkish Airlines) vil udvide sin flåde til 12 fly, som alle vil blive drevet i 2012 og vil have det nye mønster.
Cyprus Turkish Airlines' flådes gennemsnitlige alder er 6.4 år (21. februar 2010). 

### Tidligere flåde
- 4 Boeing 727-200
- 1 Boeing 737-200
- 1 Airbus A300B4 (leased i 1 måned fra Holiday Air) [4]
- 1 Airbus A310-200
- 1 Airbus A310-300
- 1 Airbus A320-231
- 2 Airbus A321-211
- 1 McDonnell Douglas MD-81
- 1 McDonnell Douglas MD-82
- 2 McDonnell Douglas MD-90-30

## Hændelser og ulykker
Den 30 marts 1998, kaprede Mehmet Ertürk et KTHY fly. Han bar en lighter i en form som en håndgranat. Flyet var på vej til Ankara fra Ercan. Flyet landede sikkert og manden blev arresteret.